# Обама — чмо!
«Оба́ма — чмо!» — интернет-мем:212, получивший популярность в России с 2014 года; инвектива:119, акт вернакулярной символической агрессии:119. Интернет-мем представлял собой инвективную адресацию в публичном пространстве 44-му президенту США Бараку Обаме (годы президентства: 2009—2017) в рамках ответа на санкции против России в 2014 году.

## История возникновения
Исследователи феномена символической агрессии против Барака Обамы с филолого-культурологических позиций Александра Архипова, Дарья Радченко и Алексей Титков отмечали, что выражение приобрело «необычайную популярность» в январе 2015 года в связи с видеороликом, в котором сатирик Михаил Задорнов, воспринимаемый российской аудиторией как «специалист по высмеиванию всего американского», исполнил рэп со словами «Обама чмо»:120. Однако, пишут авторы, факт массового распространения оскорбительных надписей и наклеек с Обамой произошёл за несколько месяцев до этого, и машины с такими надписями включены в видеоряд клипа:121. Звуковая версия инвективы «Обама чмо», выраженная в клипе, не получила в дальнейшем большого распространения:121, но первые комментарии под клипом (по мнению исследователей, с некоторой вероятностью, от организованных платных комментаторов) звучали: «Надо у себя на машине тоже наклеить „Обама чмо“», «Надо по всей России такую акцию провести, чтобы как можно больше людей наклеили»:120.

### Наклейки на автомобилях
Согласно результатам изучения исследователей А. С. Архиповой, Д. А. Радченко, А. С. Титкова, в 2014 году упоминаний в СМИ о наклейках «Обама чмо» (совместно с аналогичными по смыслу) встречается мало (7 % от общего числа упоминаний наклеек на машину в прессе с 1 января 2014 года по 1 июня 2016 года), большинство из них фиксируется в региональной прессе осенью 2014 года и представляют собой описание нетривиальной практики «вернакулярного патриотизма». Тон заметок демонстрирует, что подобная практика скорее новая и ещё носит характер разовой, а негативная реакция на неё пока не представлена. На 2015 год приходится 80 % упоминаний (412 единиц) о наклейках в СМИ, тон упоминаний при этом меняется. Публичность и этическая неоднозначность этой практики делают её предметом интенсивного обсуждения в интернете и прессе. Социальные сети активно публикуют фотографии таких автомобилей с комментариями, выражающими как одобрение, так и неодобрение данной практики. Во многих случаях наклейка «Обама-чмо» практически перестает быть «шуточным ответом на санкции» или «проявлением патриотизма горожан», о ней пишут резко и в негативном ключе:119.
Зарубежные СМИ писали в 2020 году, что хотя Барака Обаму на посту президента США ещё в январе 2017 года сменил Дональд Трамп, наклейки со слоганом «Обама чмо» до сих пор предлагают многие российские интернет-магазины.
В феврале 2020 года разгорелся скандал, когда СМИ сообщили, что ФГУП «Ведомственная охрана» Министерства энергетики России для своего северо-кавказского филиала планировала закупить по государственному контракту наклейки «Обама чмо». В ведомстве позже сообщили, что наклейка оказалась в списке закупок из-за технической ошибки или «ошибки текстового редактора вроде Т9» и отменили тендер, а также наказали трёх человек.

## Философский анализ
Белорусский философ и публицист, кандидат философских наук Павел Барковский пишет, что эффекты постидеологии, «в том числе завязанные на искажении картины реальности в синкретическом образе мира, разрушение границы между правдой и ложью, насилием и миром, реальным и нереальным», оказываются легко и повсеместно внедряемыми средствами пропаганды и информационной войны. При этом они оказывают эффект «не только на уровне государственной пропаганды, но и на низовом уровне вернакулярной коммуникации», путём влияния политической риторики на образы мышления и действия российских обывателей:78. А. С. Архипова, Д. А. Радченко и А. С. Титков отмечают, что ими в результате исследования не были обнаружены простые «отражения» или «отпечатки» государственной пропаганды в распространении данной инвективы. «Российские государственные телеканалы и газеты 2014—2015 годов не учили граждан размещать объявления „Обаме вход запрещен“ на торговых палатках и не призывали наклеивать надписи „Обама чмо“ на автомобилях» — отмечают авторы:114.

## Лингвистический анализ
Выражение «Обама чмо» представляет собой тип вернакулярной символической агрессии — прямую или непрямую инвективную адресацию. Она подразумевает другой режим вовлеченности, при котором высказывание, балансирующее между оскорблением и осмеянием, размещается на границе личного и публичного пространства, например, в виде наклейки на личной машине с надписью «Обама чмо»:119. Тот факт, что надписи сделаны на личном транспорте, позволяет сохранить характер личного высказывания, при этом у послания хоть и есть неявный, но все же — адресант:119. Размещая такую «острую» надпись на своем автомобиле, водители приобретают дополнительный статус публичности, а послание читается как демонстрация принадлежности к определённой группе и публичное выражение своей личной политической позиции:119. Определяющим каналом для распространения явления выступает вернакулярная коммуникация:114:78-79.
Подобная надпись динамически маркирует публичное пространство как подконтрольную территорию, где оппонент не имеет никакой силы и может быть унижен — хотя бы в символической форме:121. С течением времен эта инвектива преодолевает границы обычного размещения — в личном пространстве или на границе личного и публичного. Данный текст начинают писать на самых разных публичных объектах, включая реликтовые кактусы в заповеднике Ялты или посадочную полосу на российской авиабазе в Сирии. Таким образом, фигура индивидуального адресанта постепенно растворяется, заменяясь анонимным публичным «ответом»:123. Символическая агрессия представляет собой публичный коллективный ответ, посылающий сигнал на чужую, вражескую территорию:126. Этап публичного послания противнику особенно важен тем, что именно здесь происходит переход от вернакулярных форм реакции, индивидуальных или связанных с малыми группами, к организованным коллективным формам:126.

## Оценки
Международный обозреватель издательского дома «Коммерсантъ» Сергей Строкань отметил, что стикеры «Обама — чмо» на задних стеклах иномарок среднего класса на московских улицах стали одним из самых ярких символов восприятия Барака Обамы в России в период его президентства в США:173.
Доктор исторических наук, ведущий научный сотрудник Центра по изучению межэтнических отношений Института этнологии и антропологии РАН Дмитрий Громов при анализе «антипутинского» и «пропутинского» дискурса определяет, что выражение «Обама чмо» стало мемом в «пропутинском» дискурсе:212.
Российский журналист Константин Эггерт в немецком издании Deutsche Welle в 2018 году высказал мнение, что для россиян едва ли не вопрос номер один, что скажет про их страну «метафорический Обама». «Мем „Обама — чмо“ мог появиться, а теперь смениться на „Трамп — чмо“ только в России» — написал журналист.

## Рейтинги
В 2015 году выражение «Обама чмо» в России стало единицей антиязыка в номинации «Антислово года» (язык пропаганды, вражды) в рамках акции Слово года:200, устроенной порталом snob.ru:122.